# Sachkommentar (Geschichtswissenschaft)
Unter Sachkommentar versteht man in der Geschichtswissenschaft bestimmte Aussagen desjenigen, der eine Quelle vorstellt oder mit ihr umgeht.
Der Sachkommentar dient dazu, eine Quelle besser zu verstehen. Beispielsweise werden darin vorkommende Personen und Sachverhalte erläutert. Der Sachkommentar kann sich nach dem Zielpublikum richten. Gerade bei einer Quellenedition erwartet man vom Bearbeiter einen angemessenen Sachkommentar, der einen bedeutenden Teil der Leistung des Bearbeiters darstellt. Aber auch allgemein, in Fach- und Sachliteratur, würde ein Historiker seine Arbeit nur unvollständig leisten, wenn er den Leser mit unverständlichen Informationen aus einer Quelle alleinlassen würde.
Nicht mehr zum Sachkommentar gehört die Einordnung der Quelle in einen größeren Zusammenhang oder die kritische Würdigung des Quellenwertes, das wäre bereits Interpretation der Quelle. Die Grenzen können jedoch fließend sein, beispielsweise wenn der Bearbeiter die Bemerkung macht, eine Behauptung in der Quelle habe nicht verifiziert werden können.